# Международный Канский видеофестиваль
Междунаро́дный ка́нский видеофестива́ль — фестиваль инновационного, альтернативного, авангардного видео, который проводится в городе Канск Красноярского края с 2002 года (ежегодно в конце августа — начале сентября). Гран-при Канского видеофестиваля в противовес кинофестивалю в Каннах является «Золотой пальмовый секатор». Возникший как шуточная акция, уже на пятом году существования фестиваль характеризовался как «серьёзный смотр, на котором представлены работы лучших видеомейкеров и кураторов со всего мира».

## Общая характеристика

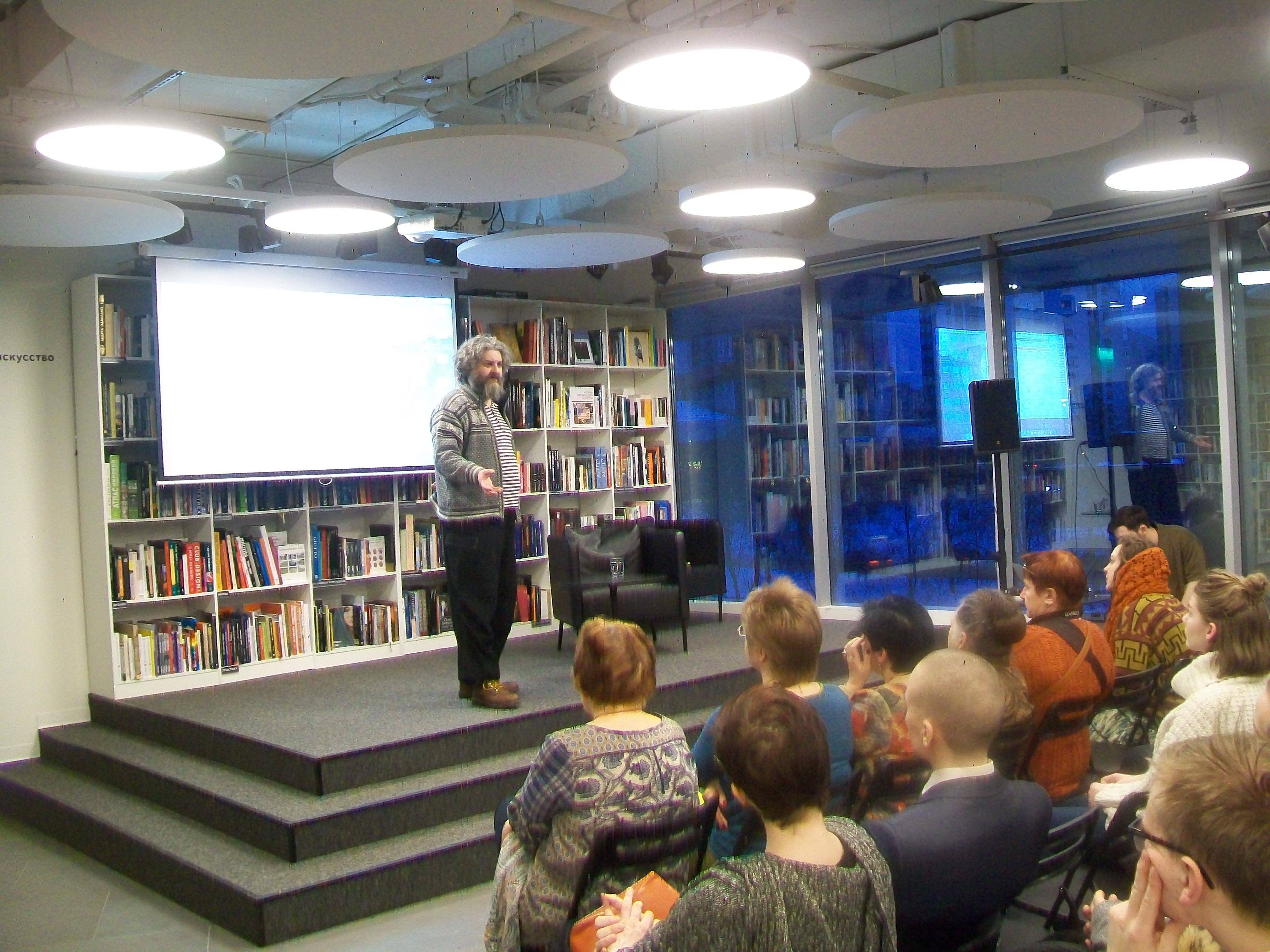
Президент Международного канского видеофестиваля Андрей Сильвестров на лекции в Ельцин-центре (2017)

Канский фестиваль — это международный конкурс кино- и видеофильмов, а также видеоарта и всех смежных жанров визуального искусства на стыке кино и современного искусства. Он позиционирует себя как площадку для экспериментов, а также противопоставляет себя цензуре и Голливуду.
Канский конкурс проходит по номинациям:
- документальный фильм;
- игровой фильм;
- анимационный фильм;
- экспериментальный фильм;
- видеоарт;
- специальная номинация (тема меняется каждый год).

Организатор Канского фестиваля — московская студия «Видеодом» (при поддержке Фонда Михаила Прохорова, Министерства культуры Красноярского края и Администрации города Канска).
По итогам фестиваля программа из его лучших фильмов показывается в Москве и в других городах России.
- В 2008 году в честь фестиваля в городе Канске была выстроена «Канская пальмовая аллея».
- В 2009 году в Канске появилась галерея под открытым небом «Канский киноплакат» художников Александра Виноградова и Владимира Дубосарского, а на Центральном бульваре был установлен Памятник неизвестному художнику (автор неизвестен).
- В 2010 году темой фестиваля стало творчество Федерико Феллини (к 90-летию режиссёра)[6].
- В 2011 году юбилейный 10-й фестиваль стал участником официальной программы Года Италии и итальянского языка в России и Года России и русского языка в Италии 2011[7].